# Chest Springs
Chest Springs és una població dels Estats Units a l'estat de Pennsilvània. Segons el cens del 2000 tenia 110 habitants.

## Demografia
Segons el cens del 2000, Chest Springs tenia 110 habitants, 50 habitatges, i 30 famílies. La densitat de població era de 184,7 habitants per quilòmetre quadrat.
Dels 50 habitatges en un 30% hi vivien nens de menys de 18 anys, en un 44% hi vivien parelles casades, en un 8% dones solteres, i en un 40% no eren unitats familiars. En el 36% dels habitatges hi vivien persones soles el 18% de les quals corresponia a persones de 65 anys o més que vivien soles. El nombre mitjà de persones vivint en cada habitatge era de 2,2 i el nombre mitjà de persones que vivien en cada família era de 2,93.
Per edats la població es repartia de la següent manera: un 23,6% tenia menys de 18 anys, un 8,2% entre 18 i 24, un 28,2% entre 25 i 44, un 20,9% de 45 a 60 i un 19,1% 65 anys o més.
L'edat mediana era de 40 anys. Per cada 100 dones de 18 o més anys hi havia 104,9 homes.
La renda mediana per habitatge era de 23.750 $ i la renda mediana per família de 38.750 $. Els homes tenien una renda mediana de 35.000 $ mentre que les dones 26.250 $. La renda per capita de la població era de 14.357 $. Cap de les famílies i el 3,7% de la població estaven per davall del llindar de pobresa.

## Poblacions més properes
El següent diagrama mostra les poblacions més properes.